# Christian Westphal (General)
Christian Gunther Erich Westphal (* 10. Juli 1953 in Werneuchen) ist ein Brigadegeneral a. D. des Heeres der Bundeswehr und war bis zu seiner Pensionierung im Sommer 2015 Kommandeur der Offizierschule des Heeres in Dresden.

## Militärische Laufbahn

### Ausbildung und erste Verwendungen
Westphal trat 1973 als Panzergrenadier, was er bis heute geblieben ist, in die 2./Panzergrenadierbataillon 243 ein. Von 1974 bis 1978 studierte er Pädagogik an der Universität der Bundeswehr Hamburg. Danach kehrte er zurück in die Truppe und war zwei Jahre als Zugführer im  Panzergrenadierbataillon 72 in Hamburg-Fischbek eingesetzt. Von 1980 bis 1985 war er im Panzergrenadierbataillon 71 am gleichen Standort Kompaniechef.

### Generalstabsausbildung und Dienst als Stabsoffizier
Westphal durchlief von 1985 bis 1987 die deutsche Generalstabsausbildung an der Führungsakademie der Bundeswehr in Hamburg und war im Anschluss als G4 der Panzerlehrbrigade 9 in Munster (Örtze) eingesetzt. Es folgte die Teilnahme an der argentinischen Generalstabsausbildung von 1990 bis 1991. Zurück in Deutschland trat Westphal erneut eine Verwendung in einem Brigadestab an, diesmal als G3 der Panzergrenadierbrigade 1 in Hildesheim. 1993 übernahm er das Panzergrenadierbataillon 421 in Brandenburg an der Havel als Kommandeur. Zwei Jahre später wechselte er als Referent in den Führungsstab des Heeres nach Bonn. Im Anschluss war er von 1996 bis 1998 Pressereferent des Inspekteur des Heeres und von 1998 ein Jahr lang dessen Adjutant. 1999 wurde Westphal Gruppenleiter im Heeresamt in Köln, bevor er 2002 erneut in den Führungsstab des Heeres versetzt wurde, diesmal als Referatsleiter. 2004 begann seine Verwendung als Verbindungsoffizier beim Bundespräsidenten in Berlin.

### Generalsverwendungen
Als Kommandeur Standortkommando Berlin übernahm Westphal 2007 seinen ersten Generals-Dienstposten. Vom 1. Oktober 2009 bis Ende April 2012 war er Abteilungsleiter I (Heeresentwicklung) im Heeresamt. Seit Mai 2012 war Christian Westphal Beauftragter Veränderungsmanagement beim Inspekteur des Heeres in Bonn. Im Zuge der Umgliederung der Bundeswehr wechselte Westphal zum 1. Oktober 2012 mit seiner Aufgabe zum Kommando Heer.
Vom 1. Mai 2013 bis zu seiner Pensionierung im Sommer 2015 war Westphal Kommandeur der Offizierschule des Heeres in Dresden.

## Orden und Auszeichnungen
Westphal ist Träger des Ehrenkreuz der Bundeswehr in Gold.

## Privates
Westphal ist verheiratet und hat ein Kind.